# Migrant Integration Policy Index
Als Migrant Integration Policy Index (kurz MIPEX) bezeichnet man einen Länderindex und die dazugehörige Studie, die die Integrationspolitik für Migranten in allen EU-Staaten und drei weiteren Nicht-EU-Staaten anhand feststehender Kriterien bewertet.
Die Studie wurde in Gemeinschaftsarbeit von 25 Organisationen, darunter der deutschen Friedrich-Ebert-Stiftung, unter Federführung des British Council erstellt. Sie wird aus Mitteln des EU-INTI-Programms zur Integration von Nicht-EU-Ausländern kofinanziert und erschien erstmals im Jahr 2004. Die Aktualisierung erfolgt in der Regel alle vier Jahre. Vollständig liegen die MIPEX-III-Studie aus dem Jahr 2011 vor. Am 30. Juni 2015 sollen die vollständigen Ergebnisse von MIPEX-IV vorliegen.

## Kriterien
Der MIPEX erfasst derzeit Indikatoren aus den folgenden Feldern:
- Arbeitsmarktmobilität
- Möglichkeit der Familienzusammenführung
- Zugang zu Bildungsangeboten
- Zugang zu gesundheitlichen Dienstleistungen
- Möglichkeit eines langfristigen Aufenthalts
- Möglichkeit politischer Partizipation
- Zugang zur Staatsbürgerschaft des Aufnahmelandes
- Antidiskriminierungs-Maßnahmen

## Länder-Ranking
2011 wurde Schweden als einzigem europäischen Land das Prädikat „günstig“ verliehen. Herausragend sind dort Zugangsmöglichkeiten für Migranten zum Arbeitsmarkt, dafür gab es die Auszeichnung „best practice“. Deutschland belegte damals insgesamt Rang 12.
Während im Jahr 2015 Österreich vom MIPEX auf Rang 20 und die Schweiz auf Rang 21 eingestuft wird, nimmt Deutschland Rang 10 ein. Damit stieß Deutschland erstmals in die Top 10 des MIPEX vor. Relativ gute Ergebnisse erzielt Deutschland 2015 in den Bereichen „Zugang zur (deutschen) Staatsbürgerschaft“ (3/38) und „Arbeitsmarktmobilität“ (4/38). Immer noch relativ schlecht bewertet wird Deutschland in den Bereichen „Familienzusammenführung“ (24/38), „Gesundheit“ (22/38), „Kampf gegen Diskriminierung“ (22/38), „Daueraufenthalt“ (19/38) und „Bildung“ (16/38).

## Kritik
Die Methodik der Studie ist unter führenden Migrations- und Integrationsexperten umstritten. So wird insbesondere die Definition der Idealfälle, in der Studie „best practice“ genannt, kritisiert. Weil nicht für alle Kategorien tatsächlich verbindliche Rechtsvorgaben existierten, stecke in der Definition ein gewisses Element der Willkür. Außerdem bilde die Studie lediglich den rechtlichen Status ab, nicht aber die Lebenswirklichkeit der Zuwanderer. Es wird die Qualität der Rahmenbedingungen in einem Land gemessen, die die potentielle Integration eines Einwanderers in ein Land fördern können. Es wird nicht der Stand der tatsächlichen Integration erhoben, der über andere Indikatoren (Heiratsverhalten, Erwerbsbeteiligung, Durchschnittseinkommen etc.) gemessen werden kann. Darüber hinaus sind Politiken und rechtliche Rahmenbedingungen zwischen Staaten nur bedingt vergleichbar, da diese die Folge von unterschiedlichen Wohlfahrtsmodellen und verschiedener Migrationsgeschichten sind. Ein „naming, blaming and shaming“ von Staaten mit solch unterschiedlichen Geschichten aufgrund des erstellten Rankings stelle laut Meinung vieler Experten eine grobe Verkürzung komplexer Umstände dar und sei wissenschaftlich unlauter.
Eine andere Art von Kritik wird in der Schweiz vorgebracht: „Rankings sind unfair, denn die Urheber haben bei Auswahl und Gewichtung der Indikatoren grosse Freiheiten. Sie bestimmen auch, was positiv und negativ ist.“ Vieles, was die MIPEX-Verantwortlichen als „Versagen“ bewerten, sei von Politikern und/oder Bevölkerungsmehrheiten in den kritisierten Staaten voll beabsichtigt. So bewerte man z. B. in der Schweiz kurze Fristen für die Einbürgerung oder eine Niederlassungsbewilligung für Ausländer, anders als der MIPEX, nicht unbedingt positiv.
Der Politologe Ruud Koopmans kritisiert, dass der Index tatsächliche Integrationsergebnisse überhaupt nicht reflektiert und damit „ein Beispiel absolut faktenfreier Politikberatung“ sei. Der Index beruhe auf der nicht überprüften Annahme, dass eine gute Integrationspolitik überhaupt keine Anforderungen an Zuwanderer stellen dürfe. Beispielsweise gebe es Minuspunkte, wenn eine Einbürgerung von der Fähigkeit, sein Einkommen ohne Sozialhilfe zu bestreiten, abhängig gemacht wird. Wenn die Arbeitslosigkeit unter Zuwanderern besonders hoch ist, gibt es jedoch keine Minuspunkte. Schweden, Belgien und die Niederlande gehören zu den Ländern, die laut dem Index eine recht „gute“ Integrationspolitik betreiben. Diese Länder schneiden jedoch tatsächlich bei der Arbeitsmarktintegration von Zuwanderern am schlechtesten ab. In Ländern wie Deutschland, Österreich und der Schweiz, die auf den hinteren Indexrängen landeten, gelang hingegen eine vergleichsweise gute Arbeitsmarktintegration.